# Tournoi d'ouverture du championnat de Colombie de football 2021
Navigation
Tournoi précédent Tournoi suivant
Le tournoi d'ouverture de la saison 2021 du Championnat de Colombie de football est le premier tournoi de la soixante-quatorzième édition du championnat de première division professionnelle en Colombie.

## Déroulement de la saison
Le Cúcuta Deportivo ayant été exclu la saison passée, le championnat semestriel se joue avec dix-neuf équipes, il se déroule en trois phases :
- lors de la phase régulière, les équipes s'affrontent une fois.
- Les huit premiers de la phase régulière se  qualifient pour le tournoi à élimination directe qui débute avec les quarts de finale. Les équipes se rencontrent en match aller et retour.
- La finale se joue également en match aller et retour, le vainqueur est sacré champion de Colombie et se qualifie pour la Copa Libertadores 2022 et la Superliga Colombiana.

A la fin du tournoi d'ouverture il y aura une relégation et deux promotions pour revenir à vingt équipes lors du prochain tournoi.

## Les clubs participants
- Águilas Doradas
- Alianza Petrolera
- América de Cali
- Atlético Bucaramanga
- Atlético Nacional
- Deportes Tolima
- Deportivo Cali
- Deportivo Pasto
- Envigado FC
- Independiente Medellín
- Jaguares
- Junior
- La Equidad
- Millonarios
- Once Caldas
- Patriotas
- Santa Fe
- Boyacá Chicó
- Deportivo Pereira

## Compétition
Le barème utilisé pour établir l'ensemble des classements est le suivant :
- Victoire : 3 points
- Match nul : 1 point
- Défaite : 0 point

### Phase régulière

#### Classement
| Rang | Équipe                 | Pts | J  | G  | N  | P  | Bp | Bc | Diff |
| ---- | ---------------------- | --- | -- | -- | -- | -- | -- | -- | ---- |
| 1    | Atlético Nacional      | 34  | 18 | 10 | 4  | 4  | 37 | 15 | +22  |
| 2    | Independiente Santa Fe | 33  | 18 | 9  | 6  | 3  | 25 | 14 | +11  |
| 3    | Millonarios            | 33  | 18 | 10 | 3  | 5  | 25 | 18 | +7   |
| 4    | Deportivo Cali         | 31  | 18 | 8  | 7  | 3  | 19 | 14 | +5   |
| 5    | Deportes Tolima        | 30  | 18 | 8  | 6  | 4  | 22 | 14 | +8   |
| 6    | La Equidad             | 30  | 18 | 8  | 6  | 4  | 21 | 18 | +3   |
| 7    | Junior                 | 29  | 18 | 8  | 5  | 5  | 21 | 13 | +8   |
| 8    | América de CaliT       | 29  | 18 | 7  | 8  | 3  | 19 | 12 | +7   |
| 9    | Independiente Medellín | 26  | 18 | 6  | 8  | 4  | 17 | 15 | +2   |
| 10   | Jaguares de Córdoba    | 25  | 18 | 7  | 4  | 7  | 21 | 21 | 0    |
| 11   | Atlético Bucaramanga   | 24  | 18 | 6  | 6  | 6  | 20 | 16 | +4   |
| 12   | Deportivo Pasto        | 23  | 18 | 4  | 11 | 3  | 19 | 20 | -1   |
| 13   | Boyacá Chicó           | 19  | 18 | 5  | 4  | 9  | 17 | 20 | -3   |
| 14   | Deportivo Pereira      | 18  | 18 | 4  | 6  | 8  | 16 | 24 | -8   |
| 15   | Once Caldas            | 17  | 18 | 3  | 8  | 7  | 20 | 23 | -3   |
| 16   | Envigado FC            | 17  | 18 | 3  | 8  | 7  | 15 | 23 | -8   |
| 17   | Patriotas              | 17  | 18 | 5  | 2  | 11 | 17 | 31 | -14  |
| 18   | Rionegro Águilas       | 14  | 18 | 2  | 8  | 8  | 13 | 24 | -11  |
| 19   | Alianza Petrolera      | 6   | 18 | 0  | 6  | 12 | 10 | 39 | -29  |

|  | Qualification pour la phase à élimination directe |
|  | Relégation directe                                |
|  | T : Tenant du titre P : Promu de D2               |

- La relégation est calculée sur quatre saisons, le club avec le moins de points cumulés est relégué.

### Deuxième phase
|  | Quarts de finale       | Quarts de finale       | Quarts de finale     | Quarts de finale |                 |                 | Demi-finales         | Demi-finales         | Demi-finales         | Demi-finales         |  |  | Finale               | Finale               | Finale               | Finale               |
|  |                        |                        |                      |                  |                 |                 |                      |                      |                      |                      |  |  |                      |                      |                      |                      |
|  | 25 avril-2 mai         | 25 avril-2 mai         | 25 avril-2 mai       | 25 avril-2 mai   |                 |                 | 10 juin-14 juin 2021 | 10 juin-14 juin 2021 | 10 juin-14 juin 2021 | 10 juin-14 juin 2021 |  |  | 17 juin-20 juin 2021 | 17 juin-20 juin 2021 | 17 juin-20 juin 2021 | 17 juin-20 juin 2021 |
|  | 25 avril-2 mai         | 25 avril-2 mai         | 25 avril-2 mai       | 25 avril-2 mai   |                 |                 | 10 juin-14 juin 2021 | 10 juin-14 juin 2021 | 10 juin-14 juin 2021 | 10 juin-14 juin 2021 |  |  | 17 juin-20 juin 2021 | 17 juin-20 juin 2021 | 17 juin-20 juin 2021 | 17 juin-20 juin 2021 |
|  | Atlético Nacional      | Atlético Nacional      | 0                    | 2                |                 |                 | 10 juin-14 juin 2021 | 10 juin-14 juin 2021 | 10 juin-14 juin 2021 | 10 juin-14 juin 2021 |  |  | 17 juin-20 juin 2021 | 17 juin-20 juin 2021 | 17 juin-20 juin 2021 | 17 juin-20 juin 2021 |
|  | Atlético Nacional      | Atlético Nacional      | 0                    | 2                |                 |                 | 10 juin-14 juin 2021 | 10 juin-14 juin 2021 | 10 juin-14 juin 2021 | 10 juin-14 juin 2021 |  |  | 17 juin-20 juin 2021 | 17 juin-20 juin 2021 | 17 juin-20 juin 2021 | 17 juin-20 juin 2021 |
|  | La Equidad             | La Equidad             | 1                    | 2                |                 |                 | 10 juin-14 juin 2021 | 10 juin-14 juin 2021 | 10 juin-14 juin 2021 | 10 juin-14 juin 2021 |  |  | 17 juin-20 juin 2021 | 17 juin-20 juin 2021 | 17 juin-20 juin 2021 | 17 juin-20 juin 2021 |
|  | La Equidad             | La Equidad             | 1                    | 2                | La Equidad      | La Equidad      | 1                    | 1                    |                      |                      |  |  | 17 juin-20 juin 2021 | 17 juin-20 juin 2021 | 17 juin-20 juin 2021 | 17 juin-20 juin 2021 |
|  | 25 avril-4 juin        |                        |                      |                  | La Equidad      | La Equidad      | 1                    | 1                    |                      |                      |  |  | 17 juin-20 juin 2021 | 17 juin-20 juin 2021 | 17 juin-20 juin 2021 | 17 juin-20 juin 2021 |
|  |                        |                        | Deportes Tolima      | Deportes Tolima  | 1               | 2               |                      |                      |                      |                      |  |  | 17 juin-20 juin 2021 | 17 juin-20 juin 2021 | 17 juin-20 juin 2021 | 17 juin-20 juin 2021 |
|  | Deportivo Cali         | Deportivo Cali         | Deportes Tolima      | Deportes Tolima  | 1               | 2               | 0                    | 2                    |                      |                      |  |  | 17 juin-20 juin 2021 | 17 juin-20 juin 2021 | 17 juin-20 juin 2021 | 17 juin-20 juin 2021 |
|  | Deportivo Cali         | Deportivo Cali         | 10 juin-13 juin 2021 |                  |                 |                 | 0                    | 2                    |                      |                      |  |  | 17 juin-20 juin 2021 | 17 juin-20 juin 2021 | 17 juin-20 juin 2021 | 17 juin-20 juin 2021 |
|  | Deportes Tolima        | Deportes Tolima        | 3                    | 0                |                 |                 |                      |                      |                      |                      |  |  | 17 juin-20 juin 2021 | 17 juin-20 juin 2021 | 17 juin-20 juin 2021 | 17 juin-20 juin 2021 |
|  | Deportes Tolima        | Deportes Tolima        | 3                    | 0                | Deportes Tolima | Deportes Tolima | 1                    | 2                    |                      |                      |  |  |                      |                      |                      |                      |
|  | 25 avril-1 mai         |                        |                      |                  | Deportes Tolima | Deportes Tolima | 1                    | 2                    |                      |                      |  |  |                      |                      |                      |                      |
|  |                        |                        | Millonarios          | Millonarios      | 1               | 1               |                      |                      |                      |                      |  |  |                      |                      |                      |                      |
|  | Millonarios            | Millonarios            | Millonarios          | Millonarios      | 1               | 1               | 2                    | 0                    |                      |                      |  |  |                      |                      |                      |                      |
|  | Millonarios            | Millonarios            |                      |                  |                 |                 |                      |                      |                      |                      |  |  |                      |                      |                      |                      |
|  | América de Cali        | América de Cali        | 1                    | 0                |                 |                 |                      |                      |                      |                      |  |  |                      |                      |                      |                      |
|  | América de Cali        | América de Cali        | 1                    | 0                | Millonarios     | Millonarios     | 2                    | 2                    |                      |                      |  |  |                      |                      |                      |                      |
|  | 25 avril-2 mai         |                        |                      |                  | Millonarios     | Millonarios     | 2                    | 2                    |                      |                      |  |  |                      |                      |                      |                      |
|  |                        |                        | Junior               | Junior           | 3               | 0               |                      |                      |                      |                      |  |  |                      |                      |                      |                      |
|  | Independiente Santa Fe | Independiente Santa Fe | Junior               | Junior           | 3               | 0               | 1                    | 0                    |                      |                      |  |  |                      |                      |                      |                      |
|  | Independiente Santa Fe | Independiente Santa Fe |                      |                  |                 |                 |                      | 0                    |                      |                      |  |  |                      |                      |                      |                      |
|  | Junior                 | Junior                 | 3                    | 0                |                 |                 |                      |                      |                      |                      |  |  |                      |                      |                      |                      |
|  | Junior                 | Junior                 | 3                    | 0                |                 |                 |                      |                      |                      |                      |  |  |                      |                      |                      |                      |
|  |                        |                        |                      |                  |                 |                 |                      |                      |                      |                      |  |  |                      |                      |                      |                      |

### Finale
| Équipe 1        | Résultat | Équipe 2    | Aller | Retour |
| --------------- | -------- | ----------- | ----- | ------ |
| Deportes Tolima | 3 - 2    | Millonarios | 1 - 1 | 2 - 1  |

## Bilan de la saison
| Championnat de Colombie de football 2021 |                                                                     |
| Champion                                 | Corporación Club Deportes Tolima (3e titre)                         |
| Qualifications continentales             |                                                                     |
| Copa Libertadores 2022                   | Corporación Club Deportes Tolima                                    |
| Copa Sudamericana 2022                   | Corporación Deportiva Independiente Medellín (vainqueur coupe 2020) |
| Promotions et relégations                |                                                                     |
| Promus en Primera A                      | Atlético Huila                                                      |
| Promus en Primera A                      | Deportes Quindío                                                    |
| Relégués en Primera B                    | Boyacá Chicó Fútbol Club                                            |